# Conan III de Bretaña
Conan III, también conocido como Conan de Cornouaille y Conan el Gordo (en bretón: Konan III a Vreizh, and Konan Kerne; c. 1093/1096-17 de septiembre de 1148) fue duque de Bretaña, desde 1112 hasta su muerte. Era hijo del duque Alan IV y Ermengarda de Anjou.
Conan III apoyó a Esteban de Inglaterra contra la Emperatriz Matilda.

## Familia
Fue esposo de Maud, una hija ilegítima de Enrique I de Inglaterra antes de 1113. Conan y Maud tuvieron tres hijos conocidos:
- Hoel (1116-1156), desheredado del título ducal; conde de Nantes[3];
- Bertha (1114-después de 1155), esposa de Alan de Penthièvre[3]; regresó a Bretaña a la muerte de su esposo en 1146;
- Constance (1120-1148), esposa de sir Geoffroy II, Sire de Mayenne, hijo de Juhel II, señor de Mayenne.

## Sucesión
En su lecho de muerte en 1148, Conan III desheredó a su hijo Hoel, afirmando que era ilegítimo y no hijo suyo. Esto convirtió en heredera y sucesora a su hija Bertha. No obstante, Hoel conservó el condado de Nantes.